# Trichocerca rousseleti
Trichocerca rousseleti is een raderdiertjessoort uit de familie Trichocercidae. De wetenschappelijke naam van deze soort is voor het eerst geldig gepubliceerd in 1902 door Voigt.